# Arthur Aeschlimann
Arthur Aeschlimann (* 18. September 1946) ist ein Schweizer Jurist. Er war 1992 bis 2008 Richter am Schweizerischen Bundesgericht, das er in den Jahren 2007 und 2008 präsidierte. Er ist Mitglied der FDP und lebt in Bern.

## Berufliche Laufbahn
Aeschlimann studierte an der Universität Bern. 1974 legte er sein Staatsexamen zum Fürsprecher des Kantons Bern ab. Von 1974 bis 1976 war Aeschlimann Assistent für Handels- und Zivilprozessrecht an der Universität Bern. Von 1976 bis 1980 war er Kammerschreiber am Verwaltungsgericht des Kantons Bern. Im Oktober 1980 wurde Arthur Aeschlimann vollamtlicher Richter des Verwaltungsgerichts und von 1987 bis 1989 war er dessen Präsident. 1990 bis 1992 war Aeschlimann Präsident der Verwaltungsrechtlichen Abteilung des Verwaltungsgerichts. Am 18. März 1992 wurde er auf Vorschlag der Freisinnig-demokratischen Partei der Schweiz von der Vereinigten Bundesversammlung zum Bundesrichter gewählt. Er trat das Amt am 1. August 1992 an als Mitglied der I. öffentlich-rechtlichen  Abteilung. In den Jahren 2007 und 2008 war Aeschlimann Bundesgerichtspräsident und somit oberster Schweizer Richter. Er trat am 31. Dezember 2008 in den Ruhestand. Die Nachfolge im Präsidium trat Lorenz Meyer an.